# Accipiter superciliosus
Lo sparviero pigmeo del Sudamerica (Accipiter superciliosus (Linnaeus, 1766)) è un uccello rapace della famiglia degli Accipitridi.

## Descrizione
È un rapace di piccola taglia, lungo 24–27 cm, con un'apertura alare di 38–48 cm.

Assieme al nibbio di Swainson (Gampsonyx swainsonii) e allo sparviero minore (Accipiter minullus), è uno dei più piccoli accipitridi del mondo.

## Biologia
Si nutre in prevalenza di uccelli, in particolare di colibrì e altri piccoli passeriformi.

## Distribuzione e habitat
La specie ha un ampio areale neotropicale che si estende dall'America centrale (Costa Rica, Nicaragua, Panama) sino alla parte settentrionale del Sud America (Colombia, Ecuador, Guyana francese, Guyana, Suriname, Venezuela, Perù, Brasile, Bolivia, Argentina, Paraguay).

## Tassonomia
Sono note due sottospecie:
- Accipiter superciliosus fontainieri Bonaparte, 1853
- Accipiter superciliosus superciliosus (Linnaeus, 1766)